# 鈴木精二
鈴木 精二（すずき せいじ、1922年5月25日 - 2000年6月1日）は日本の実業家。三菱化成（現三菱ケミカル）代表取締役社長や、同社取締役会長、経団連副会長、石油化学工業協会会長、日本化学工業協会会長などを務めた。勲一等瑞宝章受章。

## 来歴・人物
東京府（現・東京都）出身。旧制京北中学校を経て、旧制東京商科大学（現一橋大学）卒業。陸上競技部出身。三菱化成（のちの三菱化学、現在の三菱ケミカル）代表取締役社長、同社取締役会長、同社相談役、三菱化成生命科学研究所代表取締役、経済団体連合会（現日本経済団体連合会）副会長、石油化学工業協会会長、日本化学工業協会会長などを務めた。1986年藍綬褒章受章。1993年ダイヤ高齢社会研究財団初代理事長。阪神・淡路大震災では震災対策会議座長として対応にあたった。1995年勲一等瑞宝章受章。2000年急性心不全のため国立国際医療センターで死亡。三菱化学によりホテルオークラで社葬が行われた。従三位。